# 야마가타촌 (아이치현)
야마가타촌(山形村)은 일본 아이치현 나카시마군에 설치되었던 촌이다. 현재의 이나자와시의 북동부, 이나자와역 주변에 해당한다.